# Liceo classico

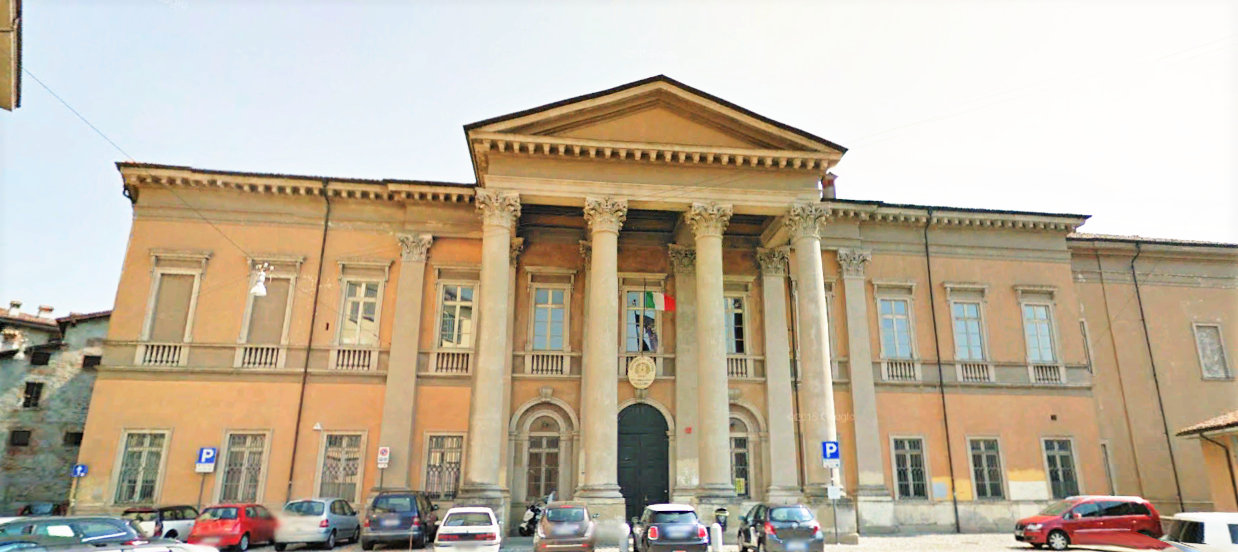
La façade de l'édifice du Liceo Classico Paolo Sarpi, conçu par Ferdinando Crivelli en 1842.

Le liceo classico (lycée classique) est, dans le système éducatif italien, une école secondaire de deuxième grade.
L'enseignement prodigué est axé principalement sur les lettres classiques (latin, grec ancien, langues et littérature), et est considéré comme une des meilleures préparations aux études supérieures.
Cette formation est délivrée généralement par les lycées « historiques » de la ville, dont le Massimo d'Azeglio à Turin, le Sarpi à Bergame, le Parini et le Berchet à Milan, le Mamiani, le Tasso, le Visconti et le Dante Alighieri à Rome, le D'Oria à Gênes et l’Humbert à Naples.